# Campeonato Mundial de Atletismo de 2011 - Revezamento 4x400 m masculino
A prova dos 4 x 400 metros estafetas masculino do Campeonato Mundial de Atletismo de 2011 foi disputada entre os adias 1 e 2 de setembro  no Daegu Stadium, em Daegu

## Recordes
Antes desta competição, os recordes mundiais e do campeonato nesta prova eram os seguintes:
| Tipo                  | Atleta                                                                        | Tempo   | Local     | Data                 | Ref |
| --------------------- | ----------------------------------------------------------------------------- | ------- | --------- | -------------------- | --- |
|                       | Estados Unidos (Andrew Valmon, Quincy Watts, Harry Reynolds, Michael Johnson) | 2:54.29 | Stuttgart | 22 de agosto de 1993 | ver |
| Recorde do campeonato | Estados Unidos (Andrew Valmon, Quincy Watts, Harry Reynolds, Michael Johnson) | 2:54.29 | Stuttgart | 22 de agosto de 1993 | ver |

## Medalhistas
| Ouro                                                                             | Prata                                                                           | Bronze                                                                         |
| Estados Unidos · Greg Nixon · Bershawn Jackson · Angelo Taylor · LaShawn Merritt | África do Sul · Shane Victor · Ofentse Mogawane · Willem de Beer · L.J. van Zyl | Jamaica · Allodin Fothergill · Jermaine Gonzales · Riker Hylton · Leford Green |

## Cronograma
| Data          | Hora  | Evento   |
| ------------- | ----- | -------- |
| 1 de setembro | 12:30 | Baterias |
| 2 de setembro | 21:15 | Final    |

Todos os horários são horas locais (UTC +9)

## Resultados

### Bateria
Qualificação: Os 3 de cada bateria (Q) e os 2 mais rápidos (q) avançam para a final.
| Colocação | Nacionalidade     | Atleta                                                         | Tempo                |
| --------- | ----------------- | -------------------------------------------------------------- | -------------------- |
| 1         | Estados Unidos    | Greg Nixon Jamaal Torrance Michael Berry LaShawn Merritt       | 2 min 58 s 82 Q (WL) |
| 2         | Jamaica           | Allodin Fothergill Riker Hylton Lansford Spence Leford Green   | 2 min 59 s 13 Q (SB) |
| 3         | África do Sul     | Oscar Pistorius Ofentse Mogawane Willem de Beer Shane Victor   | 2 min 59 s 21 Q (NR) |
| 4         | Grã-Bretanha      | Richard Strachan Nigel Levine Christopher Clarke Martyn Rooney | 3 min 00 s 38 q (SB) |
| 5         | Alemanha          | Jonas Plass Kamghe Gaba Eric Krüger Thomas Schneider           | 3 min 00 s 68 q (SB) |
| 6         | Trinidad e Tobago | Zwede Hewitt Jarrin Solomon Deon Lendore Renny Quow            | 3 min 02 s 47        |
| 7         | Japão             | Kei Takase Yuzo Kanemaru Yusuke Ishitsuka Hideyuki Hirose      | 3 min 02 s 64 (SB)   |
| 8         | Coreia do Sul     | Park Bong-go Lim Chan-ho Lee Jun Seong Hyeok-je                | 3 min 04 s 05 (NR)   |

| Colocação | Nacionalidade  | Atleta                                                                                  | Tempo                |
| --------- | -------------- | --------------------------------------------------------------------------------------- | -------------------- |
| 1         | Bélgica        | Antoine Gillet Jonathan Borlée Nils Duerinck Kévin Borlée                               | 3 min 00 s 71 Q (SB) |
| 2         | Rússia         | Maksim Dyldin Konstantin Svechkar Pavel Trenikhin Denis Alekseyev                       | 3 min 00 s 81 Q (SB) |
| 3         | Quênia         | Vincent Kiplangat Kosgei Anderson Mureta Mutegi Vincent Mumo Kiilu Mark Kiprotich Mutai | 3 min 00 s 97 Q (SB) |
| 4         | Bahamas        | Ramon Miller Avard Moncur Andrae Williams LaToy Williams                                | 3 min 01 s 54        |
| 5         | Austrália      | Ben Offereins Tristan Thomas Steven Solomon Sean Wroe                                   | 3 min 01 s 56 (SB)   |
| 6         | Polónia        | Kacper Kozlowski Piotr Wiaderek Jakub Krzewina Marcin Marciniszyn                       | 3 min 01 s 83 (SB)   |
| 7         | França         | Nicolas Fillon Teddy Venel Mamoudou Hanne Yoann Décimus                                 | 3 min 03 s 68        |
| 8         | Arábia Saudita | Ismail M.H Alsabani Yousef Ahmed Masrahi Hamed Hamdan AlBishi Mohammed Al-Salhi         | 3 min 05 s 65 (SB)   |

### Final
A final teve inicio ás 21:15 
| Colocação         | Nacionalidade  | Atleta                                                                                  | Tempo              |
| ----------------- | -------------- | --------------------------------------------------------------------------------------- | ------------------ |
| Medalha de ouro   | Estados Unidos | Greg Nixon Bershawn Jackson Angelo Taylor LaShawn Merritt                               | 2 min 59 s 31      |
| Medalha de prata  | África do Sul  | Shane Victor Ofentse Mogawane Willem de Beer L.J. van Zyl                               | 2 min 59 s 87      |
| Medalha de bronze | Jamaica        | Allodin Fothergill Jermaine Gonzales Riker Hylton Leford Green                          | 3 min 00 s 10      |
| 4                 | Rússia         | Maksim Dyldin Konstantin Svechkar Pavel Trenikhin Denis Alekseyev                       | 3 min 00 s 22 (SB) |
| 5                 | Bélgica        | Jonathan Borlée Antoine Gillet Nils Duerinck Kévin Borlée                               | 3 min 00 s 41 (SB) |
| 6                 | Quênia         | Vincent Kiplangat Kosgei Vincent Mumo Kiilu Anderson Mureta Mutegi Mark Kiprotich Mutai | 3 min 01 s 15      |
| 7                 | Grã-Bretanha   | Richard Strachan Nigel Levine Christopher Clarke Martyn Rooney                          | 3 min 01 s 16      |
| 8                 | Alemanha       | Jonas Plass Kamghe Gaba Miguel Rigau Thomas Schneider                                   | 3 min 01 s 37      |

Legenda
| Recorde mundial       | Recorde mundial (World record)               |                       | Recorde africano                      | Recorde africano (African) |                                           | Q | Classificado por posição (Qualified) |
| Recorde do campeonato | Recorde do campeonato (Championship record)  | Recorde da América    | Recorde da América (Americas)         | q                          | Classificado por melhor tempo (Qualified) |   |                                      |
| Melhor marca do ano   | Melhor marca do ano (World leading)          | Recorde asiático      | Recorde asiático (Asian)              | DNS                        | Não largou (Did not start)                |   |                                      |
| Recorde nacional      | Recorde nacional (National record)           | Recorde europeu       | Recorde europeu (European)            | DNF                        | Não terminou (Did not finish)             |   |                                      |
| Recorde pessoal       | Recorde pessoal do atleta (Personal best)    | Recorde da Oceania    | Recorde da Oceania (Oceania)          | DSQ / DQ                   | Desclassificado (Disqualified)            |   |                                      |
| Recorde da temporada  | Recorde da temporada do atleta (Season best) | Recorde sul-americano | Recorde sul-americano (South America) | NM                         | Sem marca (No mark)                       |   |                                      |